# Polygala hondurana
Polygala hondurana är en jungfrulinsväxtart som beskrevs av Chod.. Polygala hondurana ingår i släktet jungfrulinssläktet, och familjen jungfrulinsväxter. Inga underarter finns listade i Catalogue of Life.